# Australian Open 1985
De 74e editie van het Australische grandslamtoernooi, het Australian Open 1985, werd gehouden van 25 november tot en met 8 december 1985. Voor de vrouwen was het de 60e editie. Het werd op de Kooyong Lawn Tennis Club te Melbourne gespeeld.
Dit toernooi sloot de periode af waarin het Australian Open in het najaar werd gespeeld. De in 1977 genomen beslissing werd teruggedraaid, waardoor de volgende editie in januari 1987 kwam te vallen, en 1986 een jaar werd waarin geen Australian Open georganiseerd is.

## Belangrijkste uitslagen
Mannenenkelspel

Finale: Stefan Edberg (Zweden) won van Mats Wilander (Zweden) met 6-4, 6-3, 6-3
Vrouwenenkelspel

Finale: Martina Navrátilová (VS) won van Chris Evert-Lloyd (VS) met 6-2, 4-6, 6-2
Mannendubbelspel

Finale: Paul Annacone (VS) en Christo van Rensburg (Zuid-Afrika) wonnen van Mark Edmondson (Australië) en Kim Warwick (Australië) met 3-6, 7-6, 6-4, 6-4
Vrouwendubbelspel

Finale: Martina Navrátilová (VS) en Pam Shriver (VS) wonnen van Claudia Kohde-Kilsch (West-Duitsland) en Helena Suková (Tsjecho-Slowakije) met 6-3, 6-4
Gemengd dubbelspel

niet gespeeld tussen 1970 en 1986
Meisjesenkelspel

Finale: Jenny Byrne (Australië) won van Louise Field (Australië) met 6-1, 6-3
Meisjesdubbelspel

Finale: Jenny Byrne (Australië) en Janine Thompson (Australië) wonnen van Sally McCann (Australië) en Alison Scott (Australië) met 6-0, 6-3
Jongensenkelspel

Finale: Shane Barr (Australië) won van Stephen Furlong (Australië) met 7-6, 6-7, 6-3
Jongensdubbelspel

Finale: Brett Custer (Australië) en David Macpherson (Australië) wonnen van Petr Korda (Tsjecho-Slowakije) en Cyril Suk (Tsjecho-Slowakije) met 7-5, 6-2
1905 · 1906 · 1907 · 1908 · 1909 · 1910 · 1911 · 1912 · 1913 · 1914 · 1915 · 1916–1918 · 1919 · 1920 · 1921 · 1922 · 1923 · 1924 · 1925 · 1926 · 1927 · 1928 · 1929 · 1930 · 1931 · 1932 · 1933 · 1934 · 1935 · 1936 · 1937 · 1938 · 1939 · 1940 · 1941–1945 · 1946 · 1947 · 1948 · 1949 · 1950 · 1951 · 1952 · 1953 · 1954 · 1955 · 1956 · 1957 · 1958 · 1959 · 1960 · 1961 · 1962 · 1963 · 1964 · 1965 · 1966 · 1967 · 1968
↓ open tijdperk ↓
1969 (m-v-md-vd-gd) · 1970 (m-v-md-vd) · 1971 (m-v-md-vd) · 1972 (m-v-md-vd) · 1973 (m-v-md-vd) · 1974 (m-v-md-vd) · 1975 (m-v-md-vd) · 1976 (m-v-md-vd) · jan 1977 (m-v-md-vd) · dec 1977 (m-v-md-vd) · 1978 (m-v-md-vd) · 1979 (m-v-md-vd) · 1980 (m-v-md-vd) · 1981 (m-v-md-vd) · 1982 (m-v-md-vd) · 1983 (m-v-md-vd) · 1984 (m-v-md-vd) · 1985 (m-v-md-vd) · 1986 · 1987 (m-v-md-vd-gd) · 1988 (m-v-md-vd-gd) · 1989 (m-v-md-vd-gd) · 1990 (m-v-md-vd-gd) · 1991 (m-v-md-vd-gd) · 1992 (m-v-md-vd-gd) · 1993 (m-v-md-vd-gd) · 1994 (m-v-md-vd-gd) · 1995 (m-v-md-vd-gd) · 1996 (m-v-md-vd-gd) · 1997 (m-v-md-vd-gd) · 1998 (m-v-md-vd-gd) · 1999 (m-v-md-vd-gd) · 2000 (m-v-md-vd-gd) · 2001 (m-v-md-vd-gd) · 2002 (m-v-md-vd-gd) · 2003 (m-v-md-vd-gd) · 2004 (m-v-md-vd-gd) · 2005 (m-v-md-vd-gd) · 2006 (m-v-md-vd-gd) · 2007 (m-v-md-vd-gd) · 2008 (m-v-md-vd-gd) · 2009 (m-v-md-vd-gd) · 2010 (m-v-md-vd-gd) · 2011 (m-v-md-vd-gd) · 2012 (m-v-md-vd-gd) · 2013 (m-v-md-vd-gd) · 2014 (m-v-md-vd-gd) · 2015 (m-v-md-vd-gd) · 2016 (m-v-md-vd-gd) · 2017 (m-v-md-vd-gd) · 2018 (m-v-md-vd-gd) · 2019 (m-v-md-vd-gd)  · 2020 (m-v-md-vd-gd) · 2021 (m-v-md-vd-gd) · 2022 (m-v-md-vd-gd) · 2023 (m-v-md-vd-gd) · 2024 (m-v-md-vd-gd) · 2025 (m-v-md-vd-gd)
Lijst van Australian Openwinnaars